# Laymont
Laymont é uma comuna francesa na região administrativa de Occitânia, no departamento de Gers. Estende-se por uma área de 11,05 km². Em 2010 a comuna tinha 215 habitantes (densidade: 19,5 hab./km²).